# Polní Voděrady
Polní Voděrady là một làng thuộc huyện Kolín, vùng Středočeský, Cộng hòa Séc.